# 藏岩蒿
藏岩蒿（学名：Artemisia prattii）是菊科蒿属的植物，是中国的特有植物。分布于中国大陆的青海、西藏、四川等地，生长于海拔2,500米至3,600米的地区，常生于干旱山坡以及亚高山地区的半荒漠草原等地，目前尚未由人工引种栽培。